# Sophie Quinton
Pour les articles homonymes, voir Quinton.
Sophie Astrid Esther Louise Quinton, née le 31 août 1976 à Villedieu-les-Poêles (Manche), est une actrice française.

## Biographie
Fille d'agriculteurs du Sud-Manche, Sophie Quinton prépare au lycée Millet de Cherbourg un bac option théâtre. Elle rêve de cinéma en regardant Peau d'âne et La Nuit américaine. À sa sortie du lycée, elle intègre une petite troupe de théâtre de rue.
Elle se fait remarquer au cinéma grâce à ses premiers rôles dans deux courts-métrages de Gérald Hustache-Mathieu : Peau de vache (prix d'interprétation au Festival de Clermont-Ferrand) et La Chatte andalouse.
Elle incarne ensuite l'héroïne de Qui a tué Bambi ? qui la révèle au grand public et pour lequel elle est nommée pour le César du meilleur espoir féminin.
Elle retrouve Gérald Hustache-Mathieu en 2006 puis en 2011 pour les deux premiers longs métrages de celui-ci, Avril et Poupoupidou.

## Filmographie

### Cinéma
- 2000 : Dimanche (court métrage) de Emmanuel Finkiel (Talents Cannes Adami)
- 2001 : À la vitesse d'un cheval au galop de Darielle Tillon
- 2001 : La Cage d'Alain Raoust : la jeune femme
- 2002 : Peau de vache (court métrage) de Gérald Hustache-Mathieu : Claudine
- 2002 : Le P'tit pardon (court métrage) de Sophie Riffont : la pauvresse à reculons
- 2003 : La Chatte andalouse de Gérald Hustache-Mathieu : Sœur Angèle
- 2003 : Pacotille (court métrage) d'Eric Jameux : Karine
- 2003 : Poids léger de Jean-Pierre Améris : Claire
- 2003 : Qui a tué Bambi ? de Gilles Marchand : Isabelle, « Bambi »
- 2003 : Les Liens du sang (court métrage) de Hugues Hariche : Carine
- 2004 : Miss Montigny de Miel van Hoogenbemt : Sandrine
- 2004 : Mitterrand est mort (court métrage) de Hedi Sassi : Lucy
- 2005 : Müetter de Dominique Lienhard : Marguerite
- 2006 : Avril de Gérald Hustache-Mathieu : Avril
- 2006 : Dire à Lou que je l'aime (court métrage) de Hedi Sassi : Lou
- 2008 : L'Empreinte de Safy Nebbou : Laurence
- 2008 : Par suite d'un arrêt de travail... de Frédéric Andrei : Valérie
- 2011 : Le Skylab de Julie Delpy : Tante Clémentine
- 2011 : Poupoupidou de Gérald Hustache-Mathieu : Candice
- 2012 : 38 Témoins de Lucas Belvaux : Louise Morvand
- 2013 : Ouf de Yann Coridian : Anna
- 2013 : Queen of Montreuil de Sólveig Anspach : la maîtresse de Laurent
- 2016 : Dans la forêt de Gilles Marchand : la mère
- 2020 : De Gaulle de Gabriel Le Bomin : Suzanne

### Télévision
- 2002 : Duelles, épisode Trahisons : Laura Mercier
- 2004 : La Nourrice de Renaud Bertrand : Madeleine
- 2004 : La petite Fadette de Michaëla Watteaux : Madelon Caillaud
- 2005 : 1905 d'Henri Helman : Marie Dutilleul
- 2008 : Sa raison d'être de Renaud Bertrand : Isabelle
- 2008 : La Maison Tellier d'Elisabeth Rappeneau : Gueule d'ange
- 2009 : Le Commissariat de Michel Andrieu : Lucienne Pages
- 2010 : Entre deux eaux de Michaëla Watteaux : Carmen Forestier
- 2011 : Quand vient la peur d'Elisabeth Rappeneau : Anne Ketal
- 2016 : Capitaine Marleau, épisode Le Domaine des sœurs Meyer de Josée Dayan : Katel jeune
- 2016 : Capitaine Marleau, épisode En trompe-l'œil de Josée Dayan : Corinne Vidal
- 2018 : Fiertés de Philippe Faucon : Aurélie
- 2018 : Maman a tort de François Velle : Amanda
- 2018 : Illégitime de Renaud Bertrand : Elise
- 2019 : Tout contre elle de Gabriel Le Bomin : Alice Mercier
- 2019-2020 : Un homme ordinaire de Pierre Aknine : Capitaine Perol
- 2021 : Mongeville, épisode 26 Béton armé d'Edwin Baily : Nathalie Melbano.

## Distinctions

### Récompenses
- Talents Cannes 2000 pour Dimanche de Emmanuel Finkiel
- 2001 : Meilleur Jeune Espoir féminin (Prix du Jury et Prix du Public) au Festival Jean Carmet de Moulins
- Lutins du court métrage 2002 : Meilleure actrice pour  Peau de vache de Gérald Hustache-Mathieu
- Lutins du court métrage 2003 : Meilleure actrice  pour La Chatte andalouse de Gérald Hustache-Mathieu
- 2004 : Prix Suzanne-Bianchetti

### Nominations
- 2004 : Nomination au César du meilleur espoir féminin pour Qui a tué Bambi ?

### Jury de festival
- 2011 : Jurée longs métrages au Festival international du film fantastique de Gérardmer